# 予後不良
予後不良（よごふりょう）とは、治療後の経過あるいはその見通し（予後）が良くないこと。病気やけがの性質（重大性）によって意味が異なる。
主に以下のような場合を表す。
1. 後遺症が残る
2. 治癒（回復）が望めない
3. 進行（悪化）が抑えられない
4. 再発する
5. 重篤な副作用が起きる
6. 延命が困難である
7. 死亡する

予後は大きく機能予後と生命予後に分けられる。上記でいえば、1〜2が機能予後、6〜7が生命予後の不良である。3〜5は機能予後と生命予後のどちらにも捉えられる。疾患によっては生命予後は良好であっても機能予後は不良であるということも多い。
見通しを立てる場合、種々の要素を経験的あるいは統計学的な知見に照らして判断する。診断名、症状、病期、病理像（肉眼像及び組織像）、病変部位、進行の速さ、遺伝子（患者あるいは腫瘍の）、血液検査、尿検査、他疾患の合併、年齢などを考慮する。